# Абу Бакр аль-Аджурри
Абу́ Бакр Муха́ммад ибн аль-Хусе́йн аль-Аджурри́ (877 или 893, Аджурр, совр. Ирак — 970, Мекка, совр. Саудовская Аравия) — исламский богослов, хадисовед и правовед.

## Биография
Его полное имя: Абу Бакр Мухаммад ибн аль-Хусейн ибн Абдуллах аль-Аджурри аль-Багдади. Точная дата его рождения неизвестна, но известна дата его смерти (970 г.). По одной версии он умер в 93 (лунных) года, следовательно родился в 877 году, по другой версии он умер в возрасте 80 (лунных) лет, следовательно родился в 893 году. Известно, что он родился в селе аль-Аджурр возле Багдада. Начальное образование получил в родном селе. Продолжил обучение в Багдаде. Обучался у таких богословов как Ибрахим аль-Кашши, Абдуллах ибн Хасан ибн Абу Шуайб, Муса аль-Хаммаль и другие. Хадисоведению обучался Яхьи аль-Хами.
Некоторые биографы считали, что он был шафиитом, другие — ханбалитом.
До 941 года преподавал в Багдаде, после чего переехал Мекку, в которой провёл оставшуюся часть жизни. Там же он и умер в пятницу, первого числа месяца мухаррам (971 г.).

## Учителя и ученики
Среди его учителей такие известные богословы как:
- Абу Муслим Ибрахим ибн Абдуллах аль-Кашши (ум. 905)
- Абуль Аббас Ахмад ибн Умар аль-Каттан (ум. 916)
- Абу Шуайб аль-Хаддани
- Абу Халифа аль-Фадль ибн Хаббаб
- Абу Саид аль-Муфаддиль ибн Хаббаб аль-Джунди (ум. 920)
- Харун ибн Юсуф ибн Зияд
- Касим ибн Закария аль-Багдади (ум. 917)
- Абу Бакр ибн Абу Дауд ас-Сиджистани (ум. 928)
- Джаафар ибн Мухаммад аль-Фирьяби ат-Турки (ум. 913)[1]

Среди его учеников такие известные богословы как:
- Абу Нуайм аль-Исфахани (ум. 1013)[2]
- Мухаммад ибн аль-Хусейн аль-Каттан
- Абуль Хасан аль-Хаммами
- Абдуррахман ибн Умар ибн ан-Нуххас
- Али ибн Ахмад аль-Мукри
- Махмуд ибн Умар аль-Акбари
- Абуль-Касим Абдуль-Малик ибн Мухаммад аль-Багдади (ум. 1012)[1]

## Труды

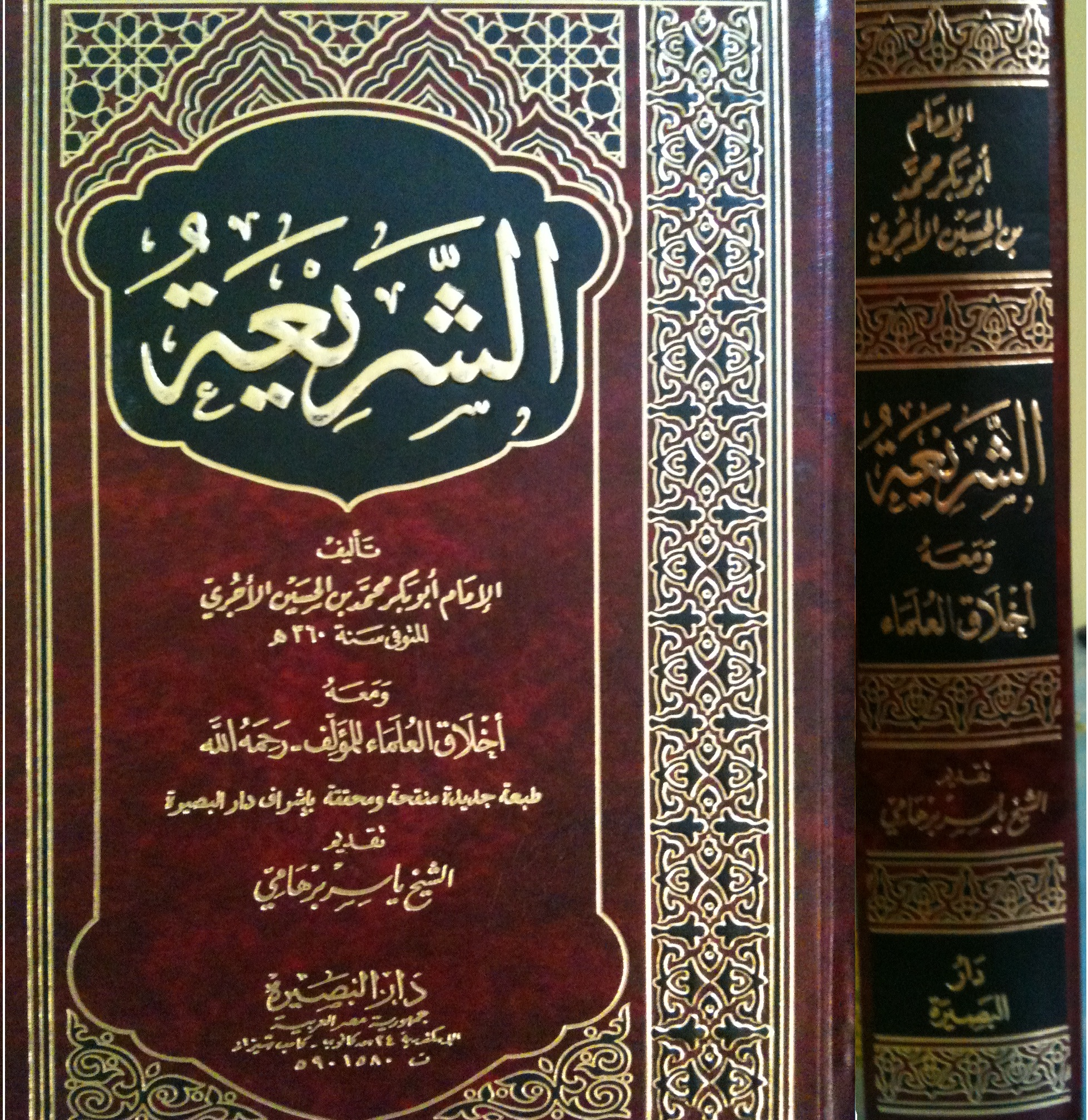
Китаб аш-Шариа

Имам аль-Аджурри оставил после себя большое количество работ, некоторые из которых до сих пор в виде рукописей, а некоторые утеряны:
- аль-Арбаина фи аль-хадис — сборник хадисов.
- Ахбар Умар ибн Абду-ль-Азиз
- Ахляк хамалят ль-Куран
- Ахкам ан-ниса
- Ахляк аль-уляма
- аш-Шариа[араб.] — труд по акиде саляфов.
- аль-Гураба мин аль-муминин
- Адабу н-нуфус
- Мухтасару ль-фикх
- ан-Насиха
- Тахрим ан-нарди ва-ш-шатрандж
- Фард аль-ильм[1]